# واقعه‌دشت
واقعه‌دشت، روستایی از توابع بخش مرکزی شهرستان صومعه‌سرا در استان گیلان ایران است.

## جمعیت
این روستا در دهستان کسما قرار دارد و براساس سرشماری مرکز آمار ایران در سال ۱۳۸۵، جمعیت آن ۴۹۶ نفر (۱۳۳خانوار) بوده‌است.